# EastSiders
EastSiders ist eine US-amerikanische Webserie von Kit Williamson über das Leben von zwei schwulen Männern in Kalifornien. Die Erstausstrahlung erfolgte im Dezember 2012 auf YouTube. Seit Ende 2017 ist sie bei Netflix zu sehen.
Seit Veröffentlichung wurde die Serie mehrfach für die Daytime Emmy Awards nominiert und gewann zwei Indie Series Awards.
Die vierte und finale Staffel wurde am 1. Dezember 2019 bei Netflix erstveröffentlicht.

## Handlung
Die Serie spielt in Silver Lake, Los Angeles und begleitet den Fotografen Cal und seinen Partner Thom. In der ersten Staffel findet Cal heraus, dass Thom, mit dem er seit vier Jahren in einer Beziehung ist, ihn mit Jeremy betrügt. Trotzdem entscheidet er sich die Beziehung nicht zu beenden, im Verlauf geht auch Cal mit Jeremy fremd und nimmt sich fest vor Thom davon zu erzählen – was er nicht tut. Zur selben Zeit feiern Kathy, die beste Freundin von Cal, und ihr Freund Ian ihr sechsmonatiges Beziehungsjubiläum. Damit ist die Beziehung die längste, die Kathy je hatte und gleichzeitig die kürzeste, die Ian bisher hatte.

## Besetzung

### Hauptrollen
| Rolle   | Schauspieler       | Rollenbeschreibung | Erscheinen                                 |
| ------- | ------------------ | --- | ------------------------------------------ |
| Thom    | Van Hansis         | Thom ist ein aufstrebender Schriftsteller und seit vier Jahren der Partner von Cal. Er betrügt Cal mit Jeremey, bereut dies aber im Anschluss und beendet die Affäre in der ersten Episode | Staffel 1–4                                |
| Cal     | Kit Williamson     | Cal ist ein aufstrebender Fotograf und seit vier Jahren der Partner von Thom. Er arbeitet in einer meist schlecht besuchten Kunstgalerie. Nachdem er von Thoms Seitensprung erfährt, entscheidet er sich, die Beziehung nicht zu beenden. | Staffel 1–4                                |
| Kathy   | Constance Wu       | Kathy ist die beste Freundin von Cal und gleichzeitig die Nachbarin von Cal und Thom. Cal und sie besuchten gemeinsam das College, und gegenüber Thom war sie lange misstrauisch. Ihre eigenen Beziehungen hielten immer nur kurz, die Beziehung zu Ian ist mit den sechs Monaten ihre bisher längste.                                                          | Episoden 1x01–1x09, 2x03, 2x04, 3x01, 3x04 |
| Jeremy  | Matthew McKelligon | Mit Jeremy betrügen erst Thom, später dann auch Cal den jeweils anderen. Anfangs weiß er nicht genau, ob er eine Beziehung mit einem der beiden haben will und ist später verärgert darüber, dass beide ihn abweisen. Nachdem sich Thom und Cal trennen, beginnt er eine Beziehung mit Thom, um dann aber festzustellen, dass das nicht das ist, was er möchte. | Staffel 1–4                                |
| Ian     | John Halbach       | Ian ist seit sechs Monaten der Freund von Kathy. Sie beschreibt ihn als Hipster und netten Jungen von nebenan. | Staffel 1–4                                |
| Hillary | Brianna Brown      | Hillary ist die emotional instabile Schwester von Cal. | Staffel 2–4                                |

### Nebenrollen
| Rolle                | Schauspieler    | Rollenbeschreibung | Erscheinen                                              |
| -------------------- | --------------- | --- | ------------------------------------------------------- |
| Bri                  | Brea Grant      | Bri ist die lesbische Schwester von Jeremy, sie war mit ihrer Partnerin Vi acht Jahre zusammen und die beiden haben gemeinsame Kinder.                 | 1x05, 2x02, 2x04, 2x06–2x08, 2x11–2x12, 4x01, 4x03–4x06 |
| Paul                 | Sean Maher      | Paul ist der schwule Besitzer der Kunstgalerie, in der Cal arbeitet, er hat sexuelles Interesse an Cal, ist aber bereits seit zehn Jahren verheiratet. | 1x04–1x06, 2x05–2x06                                    |
| Valerie              | Traci Lords     | Valerie ist die Mutter von Cal und lebt in Phoenix. | 1x04, 2x09, 3x03, 3x06, 4x03–4x06                       |
| Quincy               | Stephen Guarino | Quincy ist schwul und in einer Beziehung mit David. Er ist ein Freund von Cal und Thom und beruflich Partypromoter.                                    | 1x02, 1x05–1x06, 2x04–2x12, 3x01, 4x01–4x02, 4x04–4x06  |
| David                | David Blue      | David ist schwul und der Freund von Quincy. | 1x06, 2x04, 2x06, 2x09–2x10                             |
| Douglas/Gomorrah Ray | Willam Belli    | Douglas ist eine Dragqueen mit dem Künstlernamen Gomorrah Ray, Quincy hat sexuelles Interesse an ihm.                                                  | 2x03-2x12, 3x01, 4x01–4x02, 4x04–4x06                   |
| Clifford             | Jake Choi       | Clifford ist der Editor von Thom und bringt Thom dazu, seine Beziehung in Frage zu stellen.                                                            | 4x01, 4x03, 4x05–4x06                                   |

## Veröffentlichung
Die ersten beiden Episoden wurden im Dezember 2012 auf YouTube veröffentlicht. Die Ausstrahlungsrechte für die übrigen Folgen der ersten Staffel sicherte sich der US-Fernsehsender Logo, der sie als Stream auf seiner Homepage veröffentlichte. Die Firma Wolfe Video sicherte sich die Rechte für die weitere digitale und DVD-Vermarktung. Für den deutschsprachigen Markt wurde die erste Staffel als OmU von GMFilms am 1. August 2014 in Spielfilmlänge auf DVD veröffentlicht.
Die Premiere der zweiten Staffel feierte EastSiders am 15. September 2015 auf dem Video-on-Demand-Portal Vimeo.
Die komplette Serie wurde später an Netflix verkauft, daher war die Erstveröffentlichung der dritten und vierten Staffel jeweils bei Netflix. Netflix übersetzte die Serie in etwa 30 Sprachen und stellt alle vier Staffeln als OmU zum Streaming bereit.

## Episodenliste

### Staffel 1
| Nr. (ges.) | Nr. (St.) | Titel     | Erstausstrahlung weltweit | Regie          | Drehbuch       |
| ---------- | --------- | --------- | ------------------------- | -------------- | -------------- |
| 1          | 1         | Episode 1 | 14. Dez. 2012             | Kit Williamson | Kit Williamson |
| 2          | 2         | Episode 2 | 21. Dez. 2012             | Kit Williamson | Kit Williamson |
| 3          | 3         | Episode 3 | 22. Apr. 2013             | Kit Williamson | Kit Williamson |
| 4          | 4         | Episode 4 | 30. Apr. 2013             | Kit Williamson | Kit Williamson |
| 5          | 5         | Episode 5 | 7. Mai 2013               | Kit Williamson | Kit Williamson |
| 6          | 6         | Episode 6 | 14. Mai 2013              | Kit Williamson | Kit Williamson |
| 7          | 7         | Episode 7 | 21. Mai 2013              | Kit Williamson | Kit Williamson |
| 8          | 8         | Episode 8 | 28. Mai 2013              | Kit Williamson | Kit Williamson |
| 9          | 9         | Episode 9 | 24. Juni 2013             | Kit Williamson | Kit Williamson |

### Staffel 2
Für zweite Staffel gibt es unterschiedliche Zählweisen, in der Veröffentlichung von Netflix werden jeweils zwei Folgen zu einer zusammengefasst.
| Nr. (ges.) | Nr. (St.) | Titel                     | Erstausstrahlung weltweit | Regie          | Drehbuch       | Titel und Nummerierung der zusammengefassten Folgen |
| ---------- | --------- | ------------------------- | ------------------------- | -------------- | -------------- | --------------------------------------------------- |
| 10         | 1         | Weirder Than Normal, Jump | 15. Sep. 2015             | Kit Williamson | Kit Williamson | 2x01: Weirder Than Normal, 2x02: Jump               |
| 11         | 2         | Sodom, (And Gommorah)     | 15. Sep. 2015             | Kit Williamson | Kit Williamson | 2x03: Sodom, 2x04: And Gommorah                     |
| 12         | 3         | Sex Therapy               | 15. Sep. 2015             | Kit Williamson | Kit Williamson | 2x05: Afternoon Delight, 2x06: Sex Therapy          |
| 13         | 4         | Thick Like a Lotion       | 5. Okt. 2015              | Kit Williamson | Kit Williamson | 2x07: Close Your Eyes, 2x08: Thick Like a Lotion    |
| 14         | 5         | Open Bar                  | 5. Okt. 2015              | Kit Williamson | Kit Williamson | 2x09: Open Bar, 2x10: The Game                      |
| 15         | 6         | Evolving                  | 5. Okt. 2015              | Kit Williamson | Kit Williamson | 2x11: Evolving: Part I, 2x12: Evolving: Part II     |

### Staffel 3
| Nr. (ges.)                                                                     | Nr. (St.) | Titel                    | Regie          | Drehbuch       |
| ------------------------------------------------------------------------------ | --------- | ------------------------ | -------------- | -------------- |
| 16                                                                             | 1         | Priscilla                | Kit Williamson | Kit Williamson |
| 17                                                                             | 2         | Goodbye to All That Shit | Kit Williamson | Kit Williamson |
| 18                                                                             | 3         | Thelma and Louise        | Kit Williamson | Kit Williamson |
| 19                                                                             | 4         | Cats                     | Kit Williamson | Kit Williamson |
| 20                                                                             | 5         | Our Own Private Idaho    | Kit Williamson | Kit Williamson |
| 21                                                                             | 6         | East of Eden             | Kit Williamson | Kit Williamson |
| Am 28. November 2017 wurden alle Folgen der Serie gleichzeitig veröffentlicht. |           |                          |                |                |

### Staffel 4
| Nr. (ges.)                                                                    | Nr. (St.) | Titel                    | Regie          | Drehbuch       |
| ----------------------------------------------------------------------------- | --------- | ------------------------ | -------------- | -------------- |
| 22                                                                            | 1         | A Relationship Like That | Kit Williamson | Kit Williamson |
| 23                                                                            | 2         | Going Viral              | Kit Williamson | Kit Williamson |
| 24                                                                            | 3         | Black East               | Kit Williamson | Kit Williamson |
| 25                                                                            | 4         | Pillow Talk              | Kit Williamson | Kit Williamson |
| 26                                                                            | 5         | Both Sides Now           | Kit Williamson | Kit Williamson |
| 27                                                                            | 6         | Always Upwards           | Kit Williamson | Kit Williamson |
| Am 1. Dezember 2019 wurden alle Folgen der Serie gleichzeitig veröffentlicht. |           |                          |                |                |

## Produktion
Die ersten beiden bei YouTube veröffentlichten Folgen wurden von Produzent Williamson privat finanziert. Die übrigen Folgen der ersten Staffel über Crowdfunding. Das Ziel von 15.000 US-Dollar wurde bereits nach vier Tagen erreicht, bei Schließung der Crowdfundingkampagne einen Monat nach Start waren 25.785 Dollar erreicht. Die zweite Staffel wurde ebenfalls über Crowdfundingkampagne finanziert, das Ziel von 125.000 Dollar wurde bei Schließung der Kampagne um etwa 25.000 Dollar übertroffen.
Die Serie wurde in Silver Lake, Los Angeles gedreht.

## Rezeptionen
Die französische Tageszeitung Le Monde ist besonders von der ersten Staffel begeistert und beschreibt die Besetzung insgesamt als "absolument formidable" (absolut perfekt). Nach der Veröffentlichung der ersten beiden Folgen beschrieb das US-Onlinekulturmagazin The Daily Dot die Serie als "charming, sharply written, and well-acted" (charmant, scharf geschrieben und gut gespielt), besonders gelobt wurden Guarino und Wu. Das deutsche Mannschaft Magazin bezeichnet die vierte Staffel als fabelhaft und stellt fest, dass alleine die Auftritte von Traci Lords und Bryan Batt als Cals Eltern ein Grund sind die Staffel zu schauen.

## Auszeichnungen und Nominierungen (Auswahl)
- 2013: Nominierung in der Kategorie Bestes Kurzformat für die Satellite Awards 2013.[12]
- 2014: Nominierung in sechs Kategorien für die Indie Series Awards, Preisträger in der Kategorie Bestes Ensemble – Drama.[13][14]
- 2016: Nominierung in zehn Kategorien für die Indie Series Awards, Preisträger in der Kategorie Bestes Ensemble – Drama.[15][16]
- 2018: Nominierung in fünf Kategorien, u. a. Beste digitale Dramaserie für die Daytime Creative Art Emmy Awards.[17]
- 2020: Nominierung in sieben Kategorien, u. a. Bestes Drehbuch einer digitalen Dramaserie für die Daytime Emmy Awards.[18]